# Feio Sickinghe
Jonckheer Feio III Sickinghe (tot Warffumborch) (1610 - 28 april 1666), heer van Warffum, Breede, Harssens, Eenrum, Eenum, Leermens, Pieterburen, Westerwijtwert, 't Zand, Zeerijp en Zuidwolde, was een Gronings jonker, redger, politicus en landedelman. Hij was heer van de Warffumborg en hoofdeling te Warffum. In 1638 legde hij de eerste steen voor de toren van de Sebastiaankerk te Warffum. Sickinghe had zitting in de Admiraliteit van Friesland, de Raad van State en de Gedeputeerde Staten van Groningen.   
Hij was vader van de jonkers Rudolph, Johan en Feio; alle drie militair en geroemd om hun heldhaftige rol bij het Ontzet van Coevorden in 1672.    

## Leven
Sickinghe, werd geboren als zoon van jonker Johan Sickinghe (1576-1652), telg uit het oud adellijke regentengeslacht Sickinghe en Luts van Jongema. Hij was een kleinzoon van Feijo Sickinghe (1546-1579), Ommelander landedelman en politicus. Feio zelf was op zijn beurt grootvader van Onno Sickinghe (1688-1756); politicus, drost en burgemeester van de stad Groningen en Feijo Johan Sickinghe (1673-1701); militair en heer van borg Thedema en de Breedenborg. 
In 1627 werd Johannes Moda vermeld als zijn huisonderwijzer op de Warffumborg. Een jaar later werd Moda de eerste predikant van Nieuweschans.
 

In 1656 kocht hij de tiendrechten van Steenbergen en Ten Arlo (twee kluften te Zuidwolde) van zijn zwager, Johan baron van Echten (1618-1661). In datzelfde jaar had Sickinghe een conflict met de drost van Drenthe, Rutger van den Boetzelaer, over een obligatie. De Staten van Groningen stuurde naar aanleiding hiervan een brief aan de Staten-Generaal.

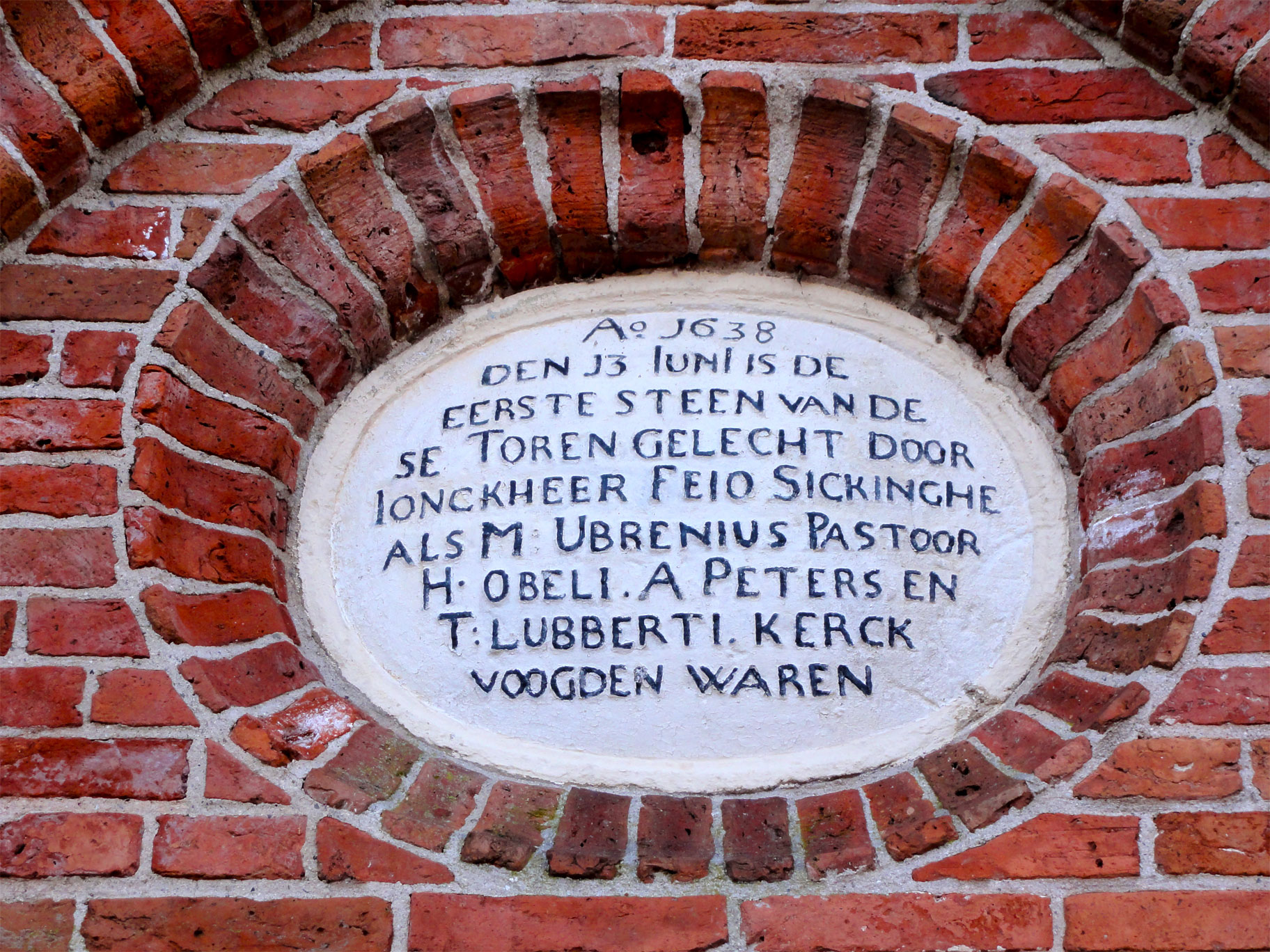
Jonckheer Feio Sickinghe (1610-1666) legde in 1638 de eerste steen voor de toren van de kerk van Warffum

Sickinghe woonde op de Warffumborg. Deze erfde hij van zijn vader. Na zijn overlijden verkreeg zijn zoon Rudolph Sickinghe (1643-1688) de borg bij de erfscheiding in 1667. Sickinghe was zeer vermogend. Zijn weduwe, Sophia van Echten bezat in 1672 zeker 125.000 gulden. 

Sickinghe stond op 1 september 1628 ingeschreven aan de Rijksuniversiteit van Groningen. Op 16 februari 1632 liet hij zich als student in de Rechten aan de Leidse Universiteit inschrijven met de vermelding: Groninganus - Frisius! 

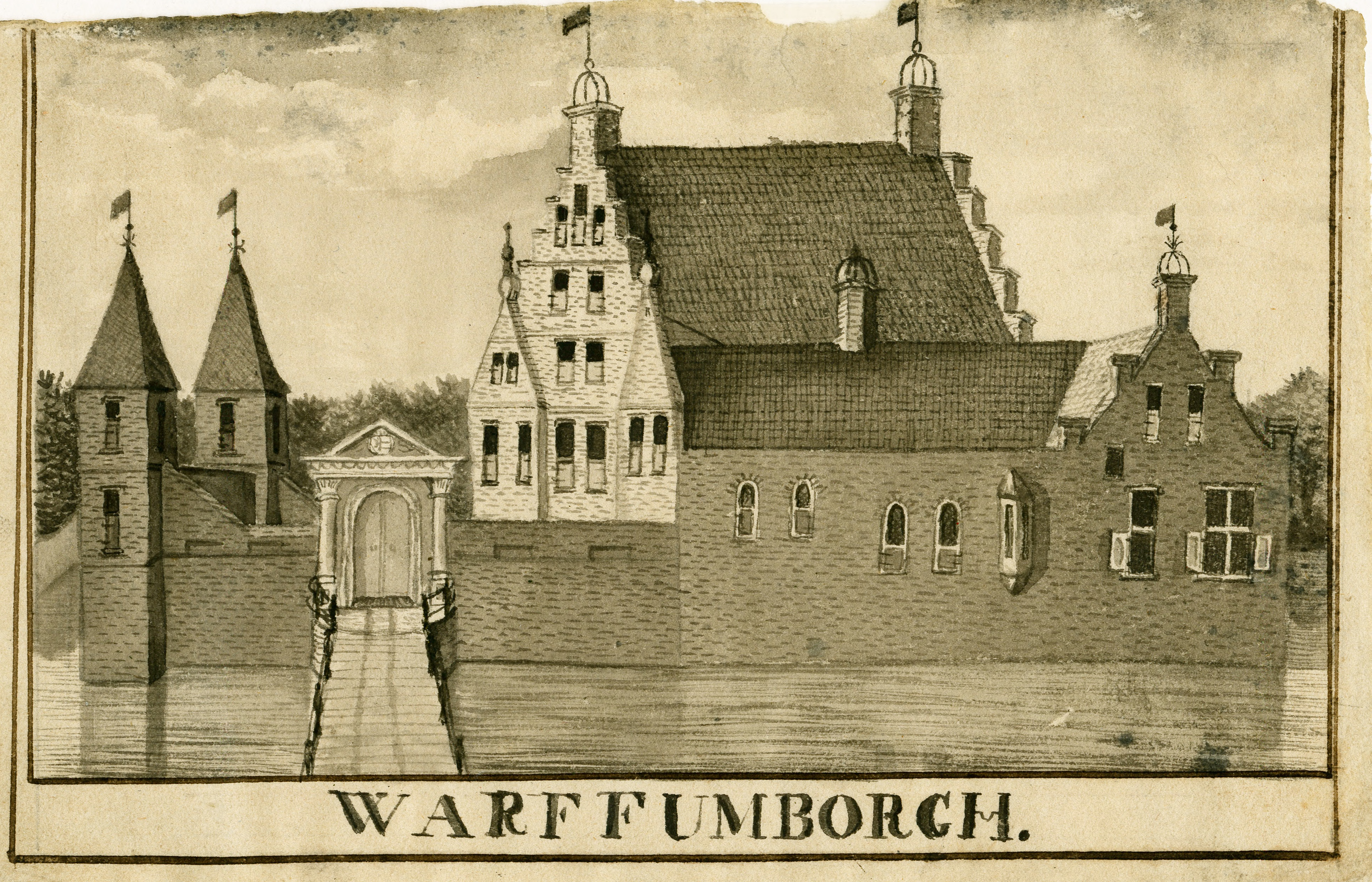
De Warffumborg of Sickingheborg te Warffum

Op 12 juli 1629 woonde hij te Warffum het avondmaal met attestatie uit Groningen bij. Op 13 juni 1638 legde hij de stichtingssteen voor toren van de kerk van Warffum.

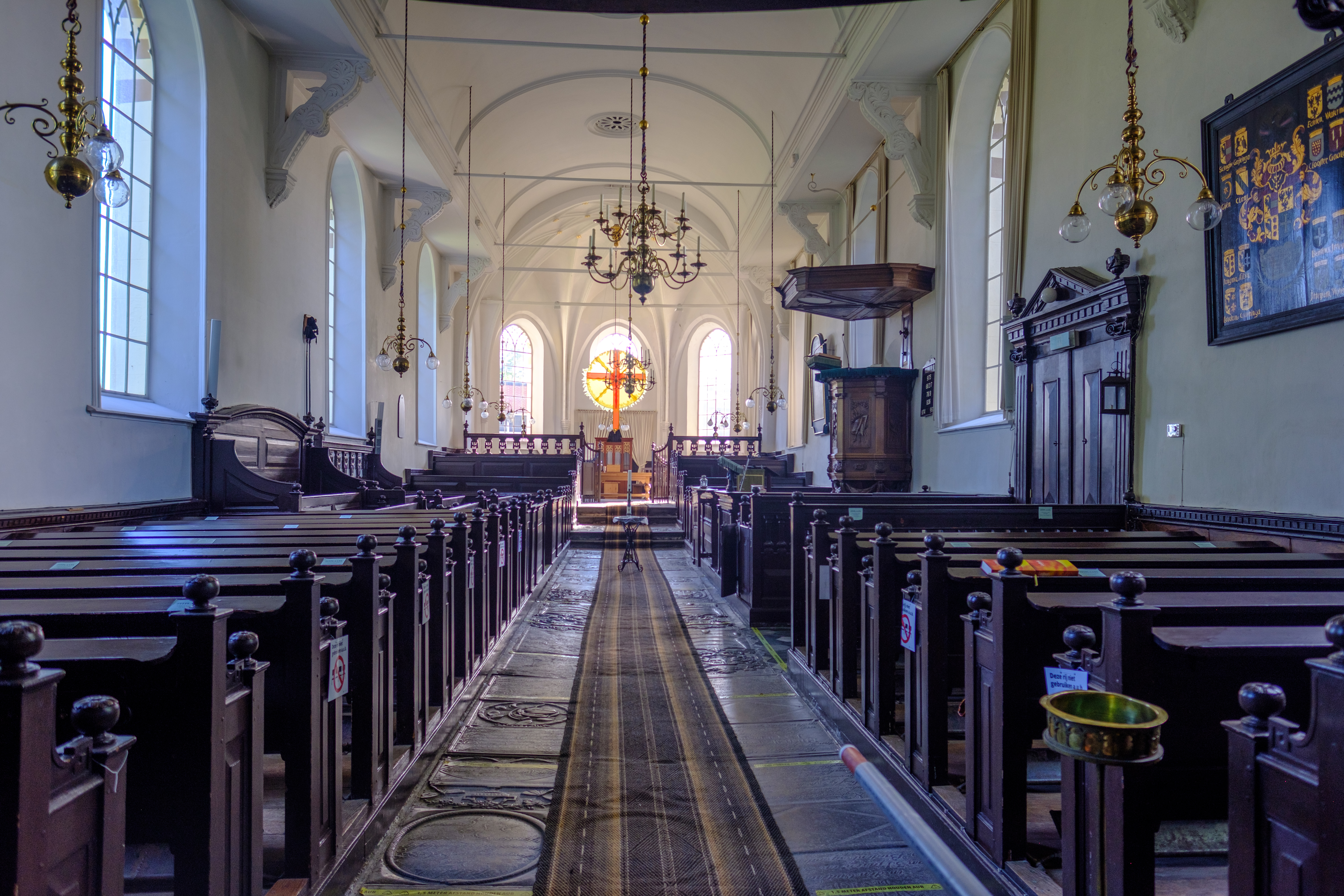
Interieur van de hervormde kerk te Warffum met rechts het rouwbord van Duco Wilhelm Sickinghe (1656-1681), zoon van Feio

### Onderhoud met prins Willem III van Oranje
Eind november 1665 was Sickinghe aanwezig op een luisterrijk festijn ter gelegenheid van de buurtschappen te 's-Gravenhage. Te gast waren prins Willem III van Oranje, stadhouder Johan de Witt en zijn vrouw Wendela Bicker. Na het hoofdgerecht werd de Prins omringd door verschillende heethoofden van zijn partij, hieronder: Sickinghe van Warffum, Simon van Middelgeest en Hendricus Hondius. De heren probeerden de Prins te verleiden tot een politiek gesprek. Enige tijd later werd Willem Hendrik verkozen tot Deken.  
De ochtend erna begaf de Prins zich richting het huis van Johan de Witt. Hier werd hij voorgesteld aan Michiel de Ruyter. Na dit onderhoud bood de Prins de Witt een plek aan in zijn karos. In het rijtuig liet de Witt blijken dat hij doorhad dat de Prins de avond ervoor langdurig met de heer Sickinghe had geconverseerd. Hij vroeg hierop of Sickinghe de Prins ook iets had meegedeeld ten aanzien van de zaken in Friesland. 
De Prins antwoordde hierop:
In trouwe, wij hebben 't zeer druk gehad. De Heer Sickinga beviel mij buitengemeen. Ik had hem vroeger nooit ontmoet.
De Witt vroeg vervolgens wat Sickinghe nog meer verteld zou hebben. Hierop antwoordde de Prins:
O, mijnheer de Raadspensionaris, hij vertelde mij zulke aardige stukken van zijne jachthonden... Doch hier zijn wij er. Ik rijd door naar 't Huis ten Bosch, om eens de mijne te zien. Uw Dienaar, Mijnheer de Raadspensionaris!

## Werk
Sickinghe was redger te Warffum, Breede, Usquert en Zuidwolde. Daarnaast was hij landdagscomparant voor Uithuizen tussen 1646-1647 en 1651-1652. Hij had zitting in de Admiraliteit van Friesland, was lid van de Raad van State en van de Gedeputeerde Staten. 
Op 18 september 1649 kreeg Sickinghe samen met jonker Haijo Unico Manninga, jonker Hero te Hansum en jonker Onno Tamminga te Ludema de opdracht om een rapport op te stellen van de dijken, de post- en paalwerken van de provinciemeiers. In 1651 verzocht Sickinghe, samen met Jebbo Aldringa, Eppo tho Nnasum en Johan Doenga, tot huisarrest van de syndicus Jodocus Heinsius. Deze had zich schuldig gemaakt aan grove verstoringen tijdens Ommelander vergaderingen.
Feio Sickinghe compareerde tussen de jaren 1655 en 1665 in zijn kwaliteit van jonker namens het dorp Warffum ter Staten Vergadering van Stad en Lande van Groningen.

## Huwelijk en kinderen
Sickinghe trouwde op 19 april te Echten met Sophia van Echten tot Echten, dochter van Roelof van Echten en Anna Bentinck. Samen kregen zij maar liefst 10 kinderen:
1. Johan Sickinghe (1642), student aan de Universiteit van Leiden in 1665.
2. Rudolph Sickinghe (1643-1688), heer tot Warffum, Breede, Usquert, Zuidwolde, Eenrum, Pieterburen en Westernieland, ritmeester der cavalerie bij het Gronings Ontzet en het Beleg van Coevorden, lid der Staten-Generaal, lid Raad van State, bewindhebber WIC kamer ter Stad en Lande te Groningen, raadslid van de Admiraliteit van Friesland, curator van de Rijksuniversiteit Groningen
3. Peter Sickinghe (1645-1665), studeerde aan de Leidse Universiteit, de Hohe Schule te Herborn (1662)[10] en in 1663 aan de Ruprecht-Karls-universiteit te Heidelberg.[11] Hij overleed en werd begraven te Tours, Frankrijk.
4. Anna Sickinghe (1647-1720), huwde in 1676 met Johan van Haersolte (1644-1716), heer tot Cranenburg, militair, staatsman, buitengewoon gezant te Zweden, Polen en Rusland en curator van de hogeschool te Franeker.
5. Johan Sickinghe (1649-1673), majoor der cavalerie, commandant van de ruiterij bij het Gronings Ontzet en commandant een der drie aanvallen bij het Beleg van Coevorden[12]
6. Hindrik (Hendrik) Sickinghe (1650-1682), majoor der cavalerie, onderbevelhebber bij het Gronings Ontzet en ruiter bij het Beleg van Coevorden, trouwde in 1672 met Anna Tjarda van Starkenborgh (†ca. 1730), vader van Feijo Johan Sickinghe (1673-1701).
7. Oede Lucia Sickinghe (1652), was getrouwd met Wilhelmus Velingius, predikant te Rotterdam
8. Feio Sickinghe (1654-1696), luitenant-kolonel en commandant der infanterie, commandant van de Langakkerschans, ruiter bij het Beleg van Coevorden, heer van de Ludemaborg (1642-1662), premier collator te Usquert, trouwde in 1680 met Elisabeth Tamminga (ca. 1655-1694)
9. Duco Wilhelm Sickinghe (1656-1681), hoofdeling te Eenrum, Pieterburen en Westernieland, stalmeester en kapitein des Gardes van Hendrik Casimir II van Nassau-Dietz
10. Oede Sickinghe (1657)

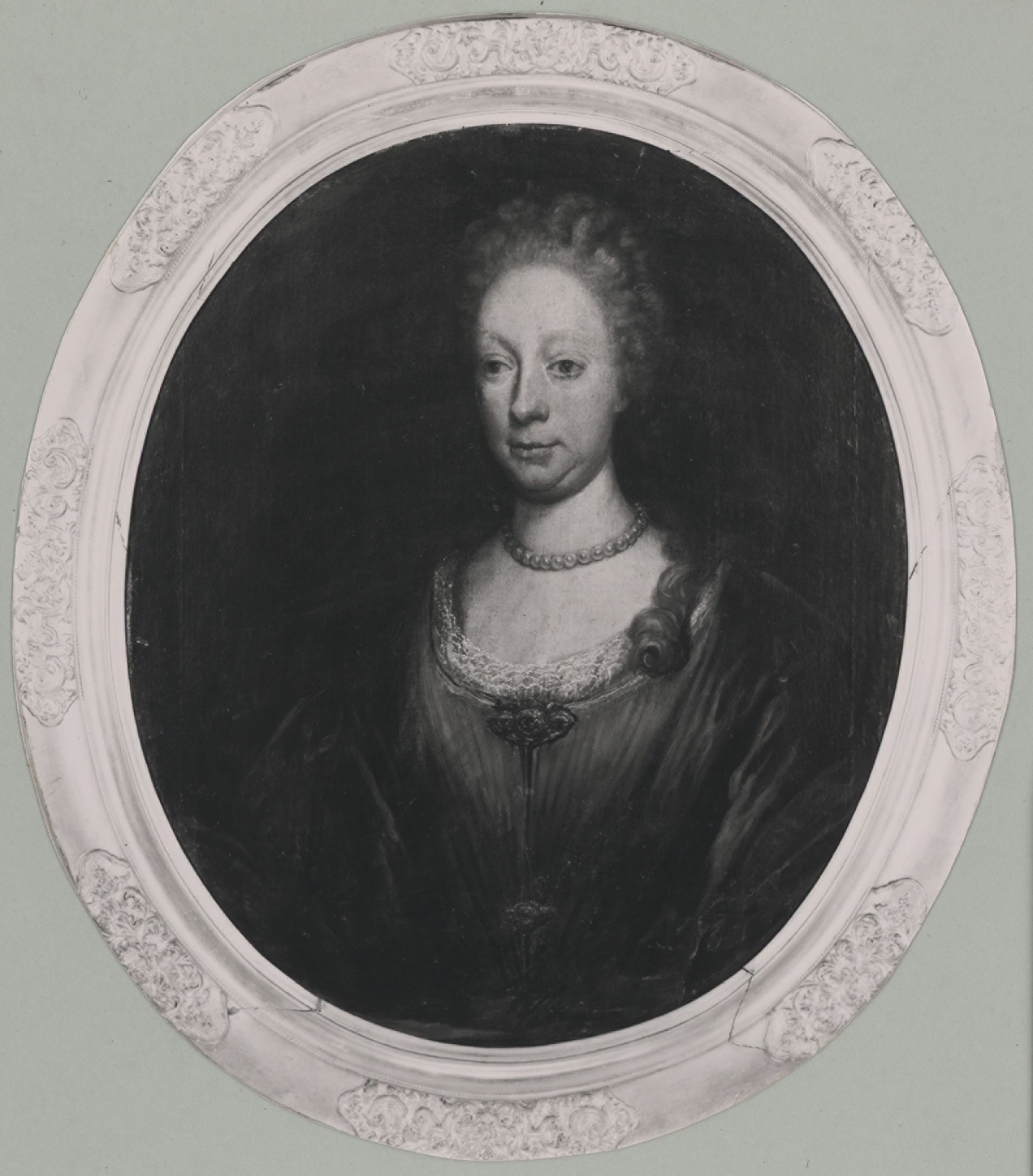
Portret van waarschijnlijk Anna Sickinghe (1647-1720)
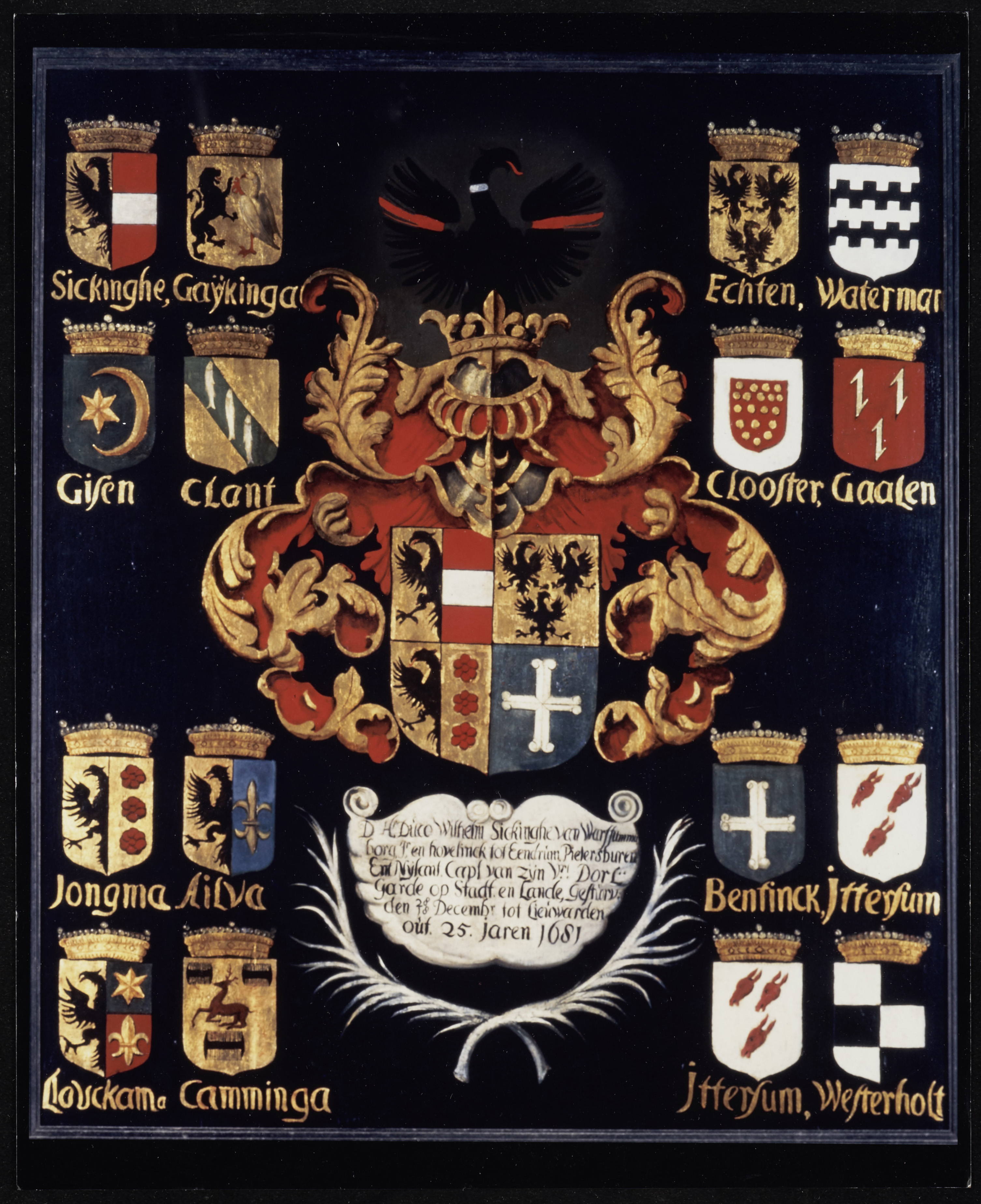
Rouwbord van Duco Wilhelm Sickinghe (1656-1681)
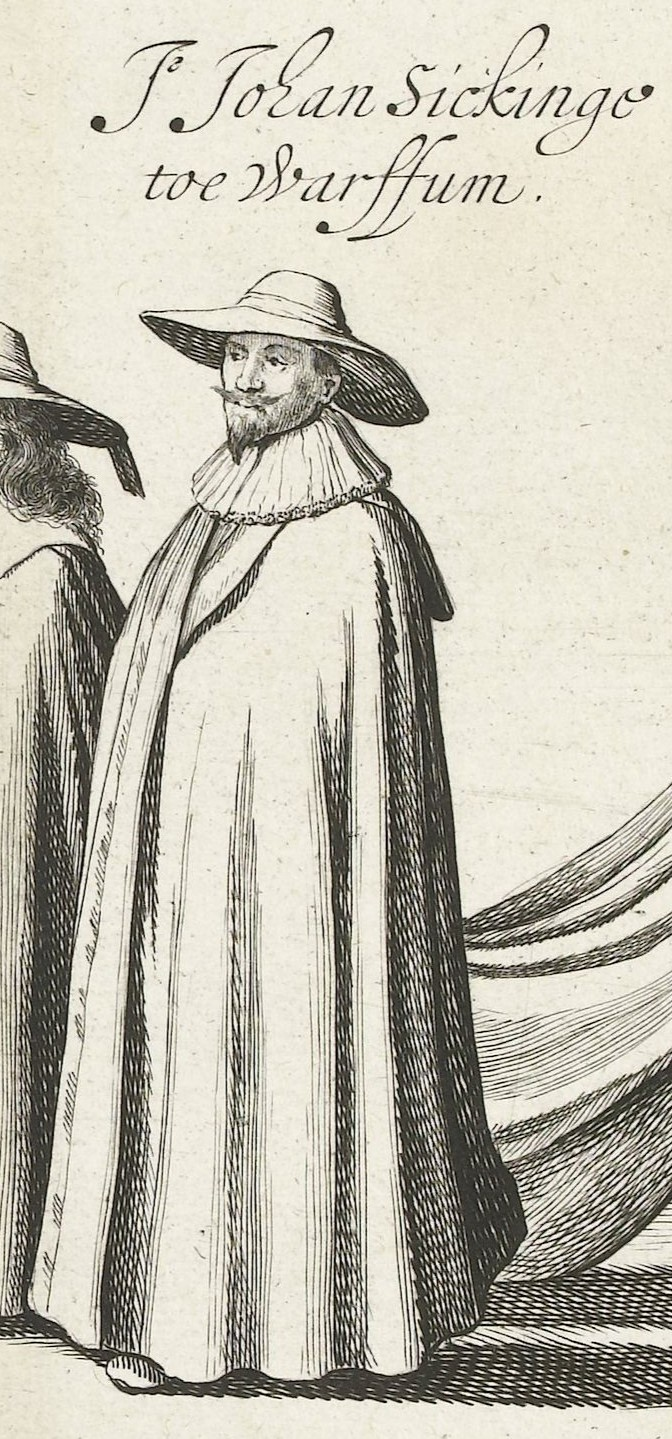
De vader van Feio, jonker Johan Sickinghe (1576-1652), in de rouwstoet van stadhouder Ernst Casimir van Nassau-Dietz in 1633
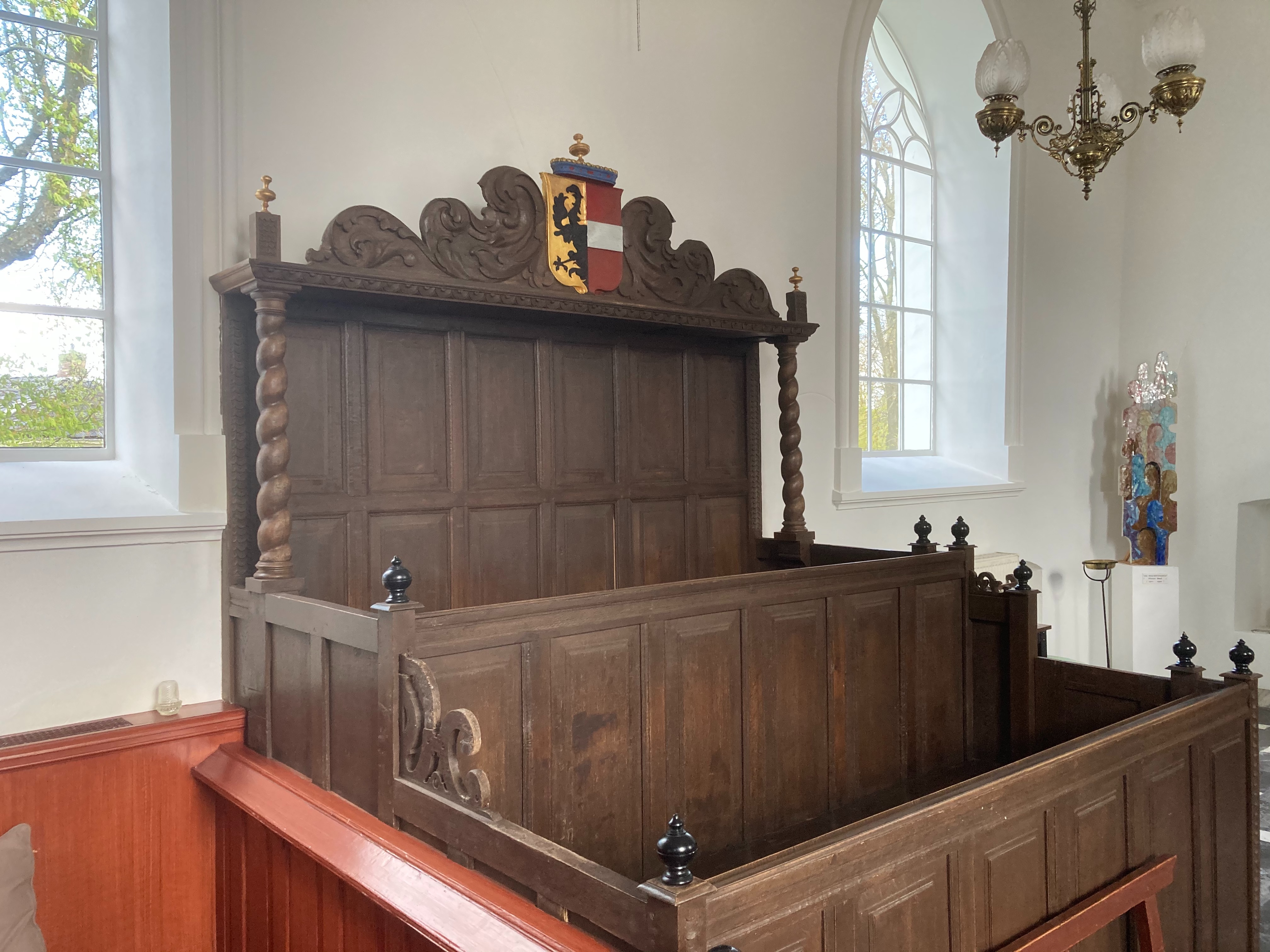
De herenbank bij de kerk van Breede met daarboven het wapen van de familie Sickinghe, geplaatst in 1653, waarschijnlijk door Feio Sickinghe
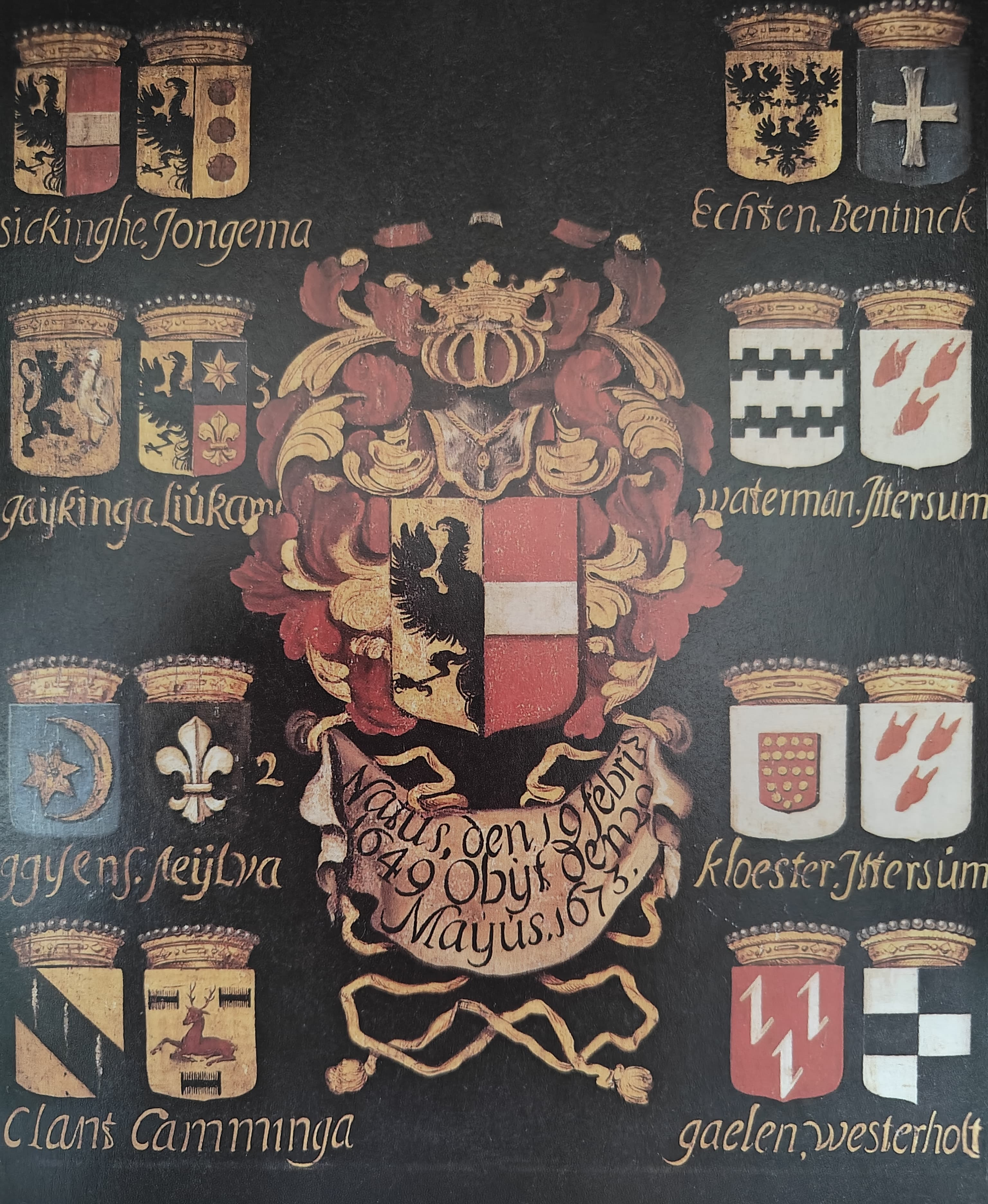
Houten rouwbord van Johan (Jan) Sickinghe (1649-1673)
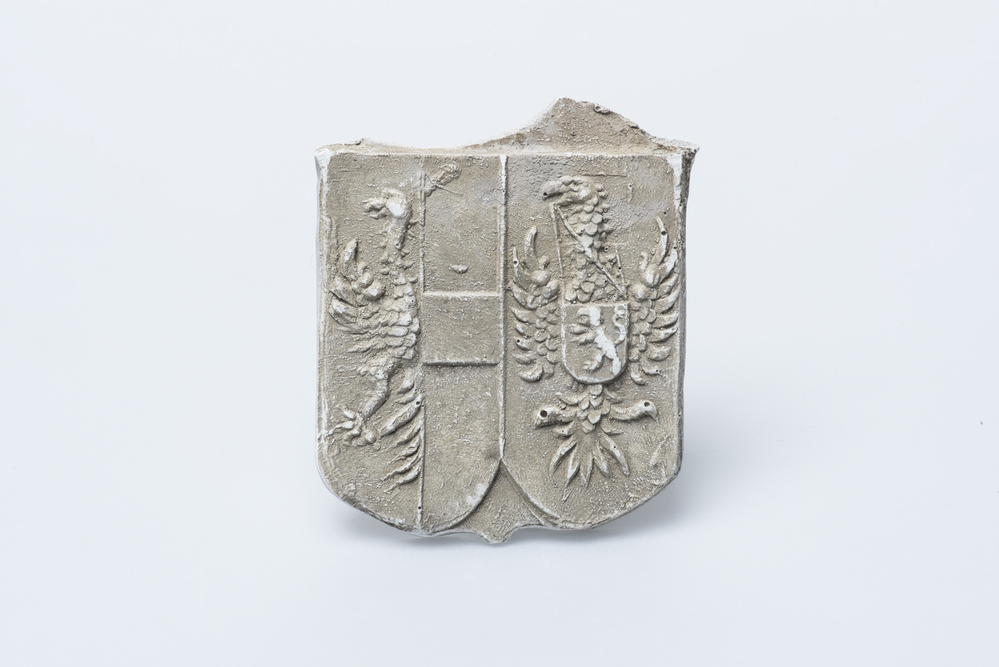
Gipsafgietsel van een klok te Warffum met de wapens van Hendrik Sickinghe (1650-1682) en Anna Tjarda van Starkenborgh
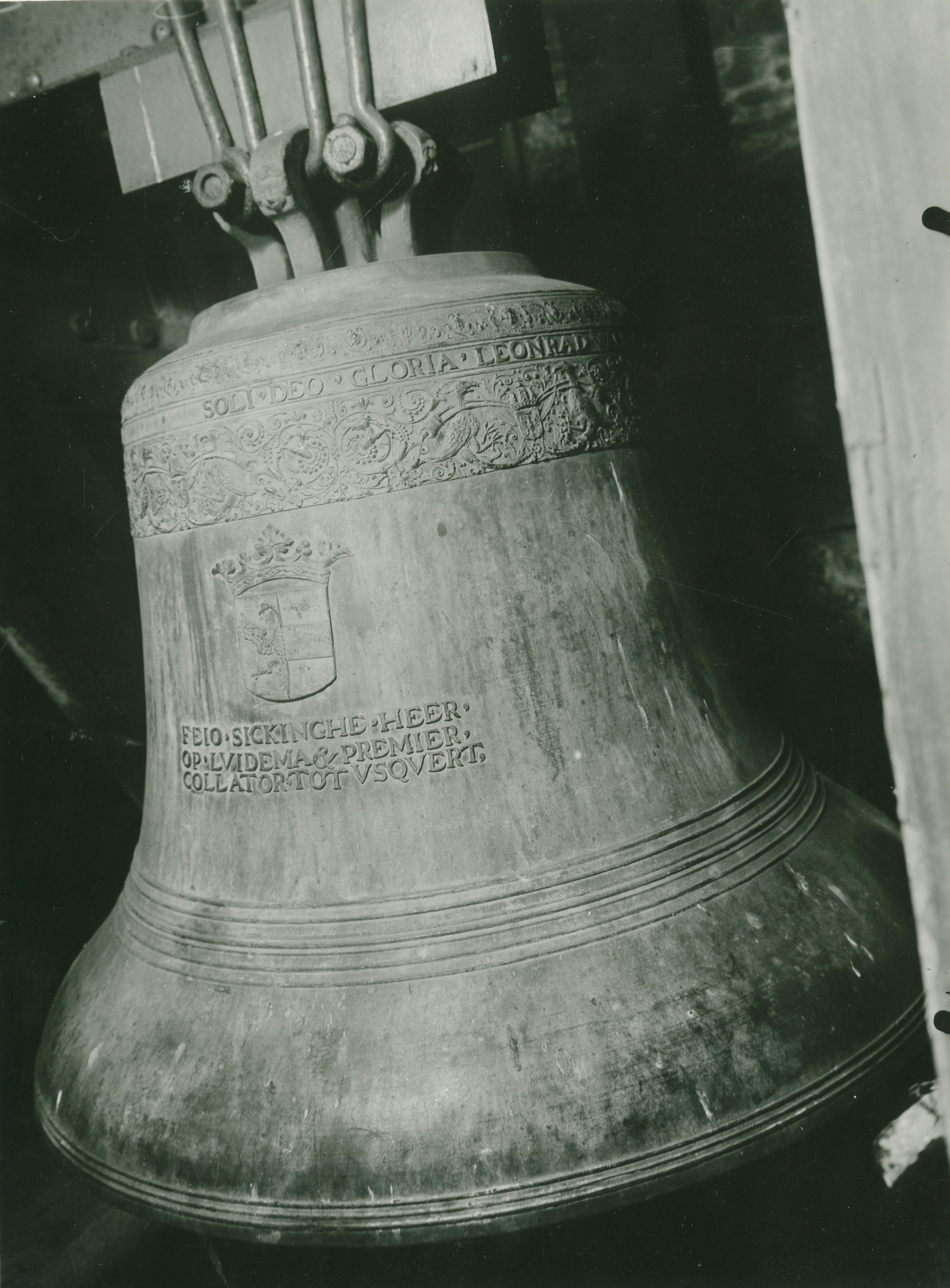
Kerkklok met daarop de tekst: Feio Sickinghe (1654-1694), Heer op Luidema & Premier Collator tot Usquert
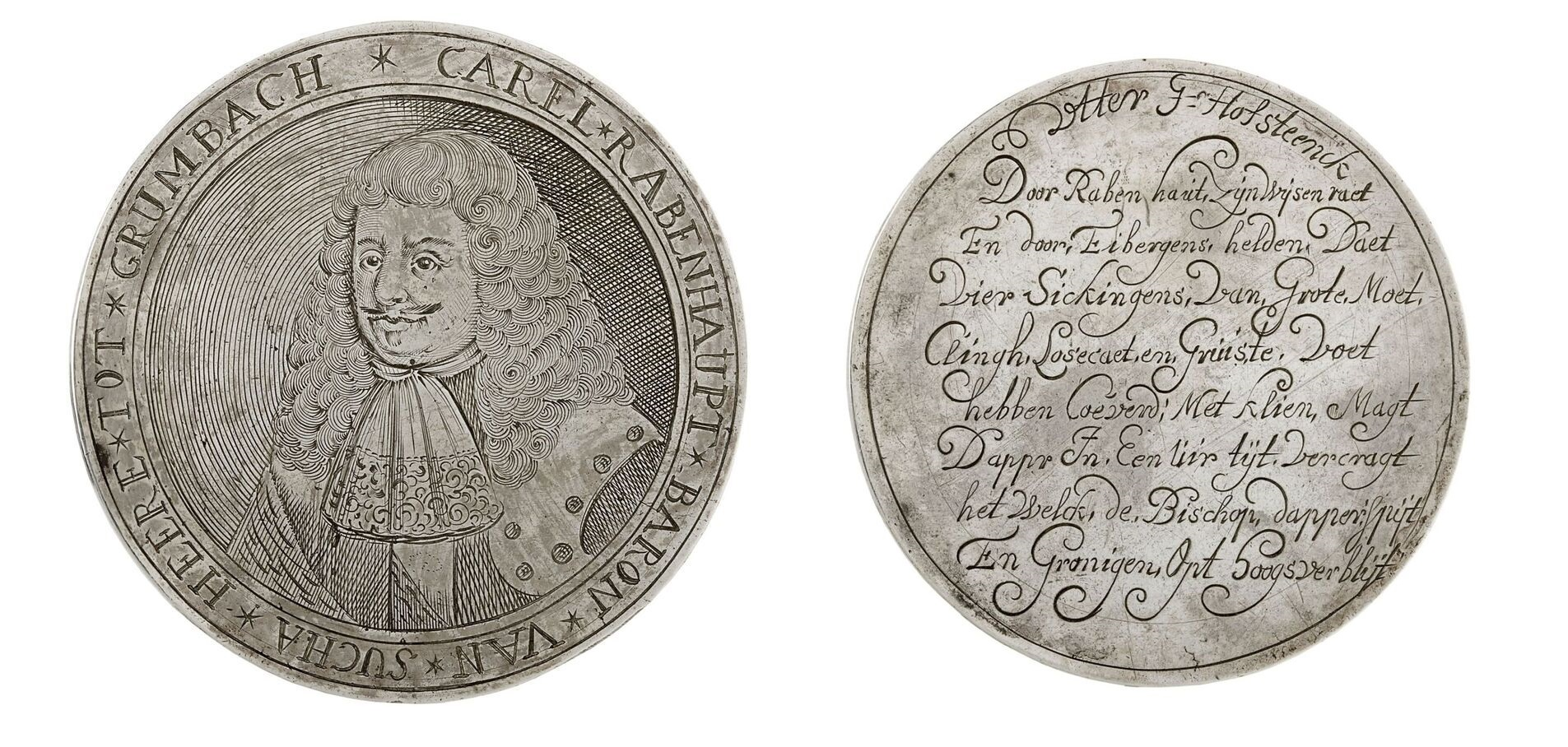
Zilveren munt geslagen na de bevrijding van Coevorden in 1672.  Daarop genoemd de vier gebroeders Sickinghe (Rudolph, Johan, Hindrik en Feio)
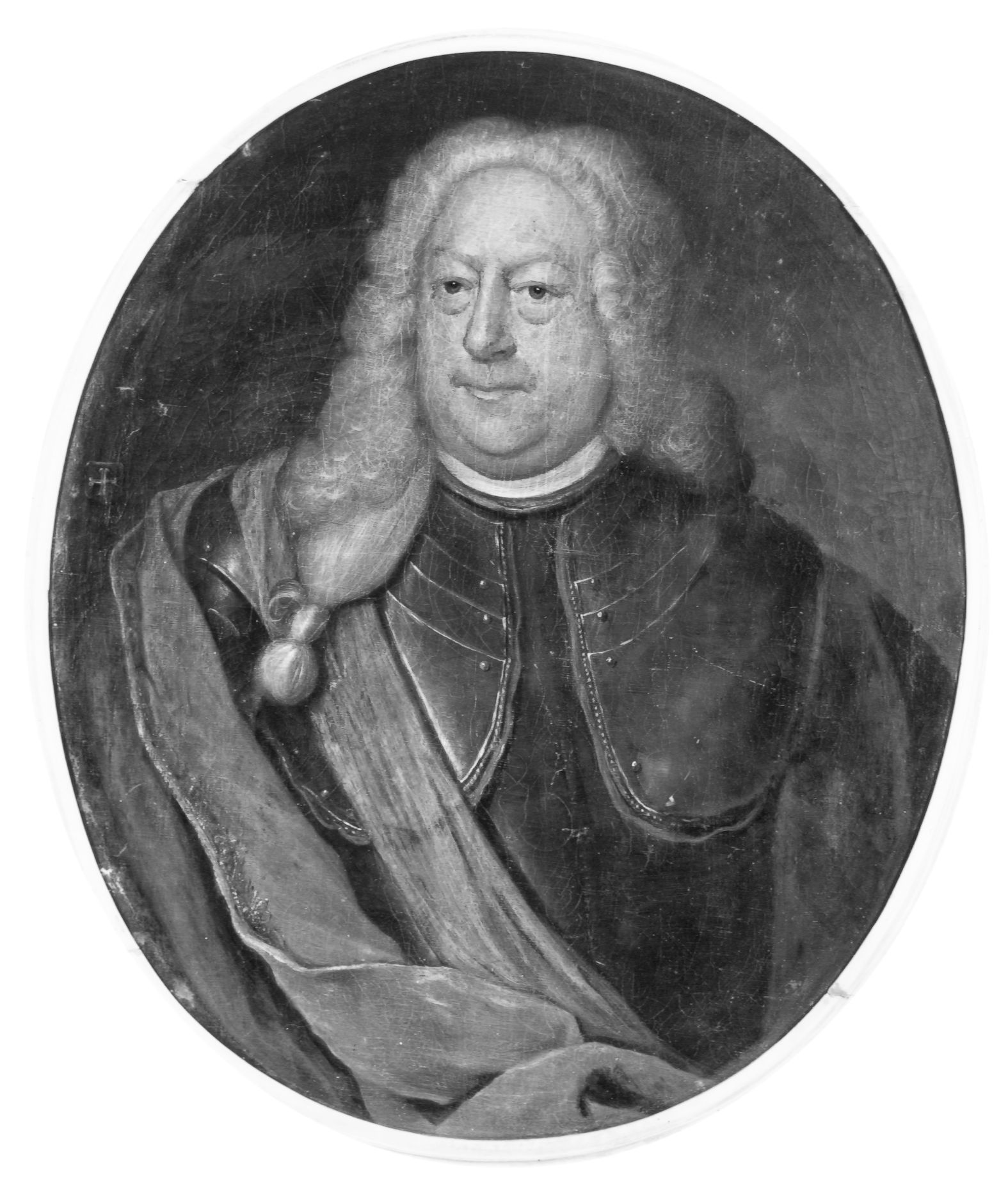
Portret van Johan van Haersolte tot Cranenburg. Getrouwd met Anna Sickinghe (1647-1720), dochter van Feio.